# Mùa xuân chín
Mùa xuân chín là bài thơ do Hàn Mặc Tử sáng tác, được xếp ở phần Hương thơm trong tập thơ Đau thương. Cùng với Đây thôn Vĩ Dạ, Tình quê,... đây là những thi phẩm đầy thơ mộng viết về cảnh quê, tình quê của Hàn Mặc Tử.

## Tiểu dẫn
- Sách Văn học 8 viết: Bài thơ là một bức tranh mùa xuân nơi thôn dã, tất cả đều đậm vẻ xuân, xuân trong cảnh vật và xuân trong lòng người.. Tuy nhiên, theo các nhà chuyên môn, bài thơ còn ẩn chứa những ý nghĩa sâu xa khác (xem phần bình).

Chưa rõ thời điểm sáng tác Mùa xuân chín, nhưng theo Trần Thanh Mại thì: "Qua cái năm bệnh hoạn đầu, nghĩa là vào cuối năm 1937, Hàn Mặc Tử gom góp xong tập thơ làm trên giường bệnh, theo một thể tài mới mà chàng gọi Thơ Điên", nghĩa là thi phẩm đã được sáng tác trước thời điểm đó.

## Trích lời bình

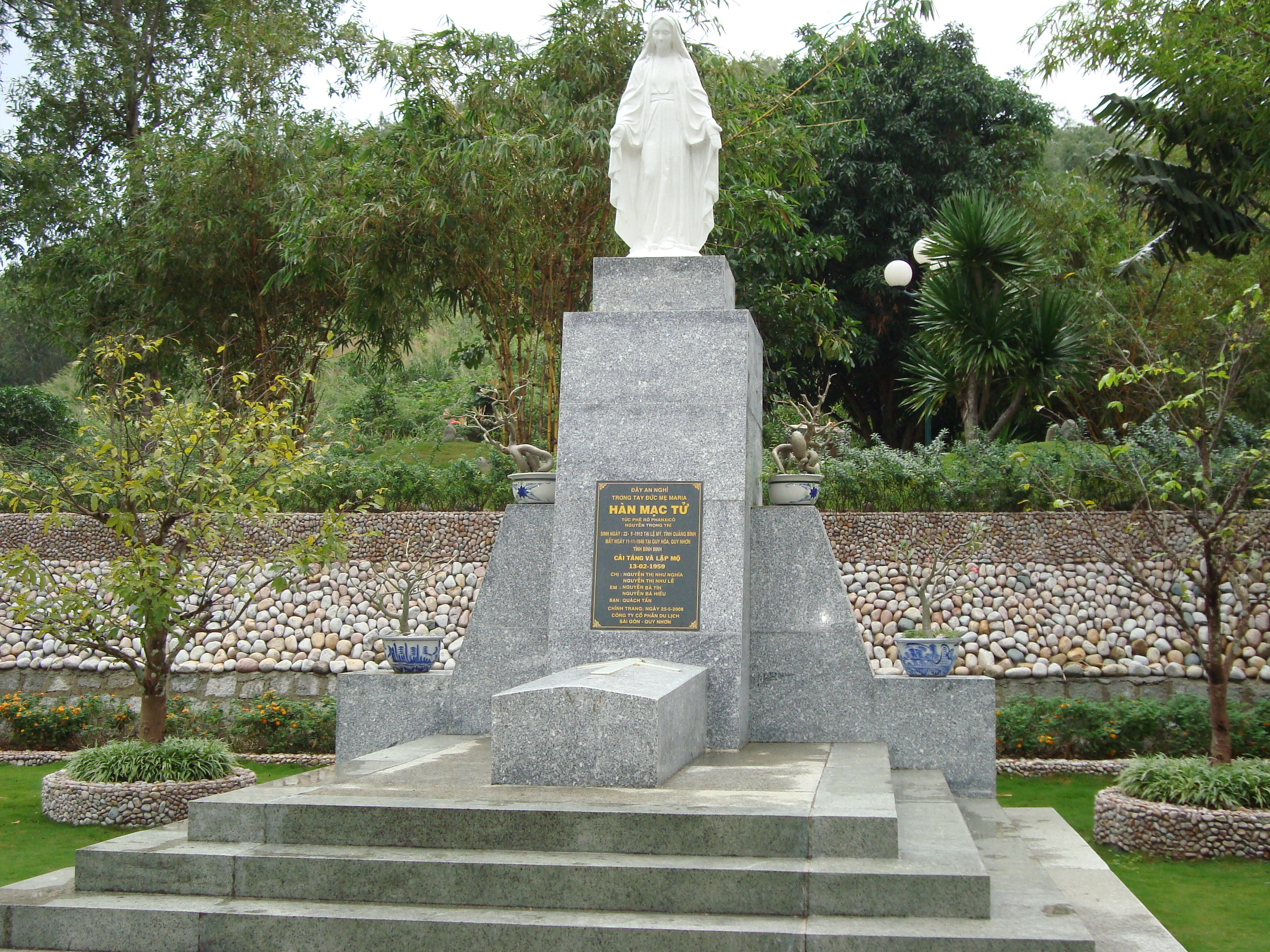
Mộ Hàn Mạc Tử ở Ghềnh Ráng, Quy Nhơn.

Của:
- Văn Giá:

Âm hưởng chủ đạo của bài thơ là một niềm bi cảm, một nỗi buồn xa xót tiếc nuối, thấm thía đến sâu thẳm. Đó là một tình cảm thi ca gợi cho ta chạnh nghĩ về đời người, đời mình, cái nhất thời và cái vĩnh viễn, cái có nghĩa và vô nghĩa....
- Mai Văn Hoan:

Muốn hiểu chủ đề của "Mùa xuân chín" tốt nhất là ta thử làm phép so sánh, đối chiếu hai khổ thơ đầu và khổ thơ cuối.
Trước mắt chúng ta hiện lên hai bức tranh gần như hoàn toàn đối lập nhau. Một bên "Sóng cỏ xanh tươi gợn tới trời", còn bên kia "Dọc bờ sông trắng nắng chang chang". Một bên "Bao cô thôn nữ hát trên đồi", còn bên kia "Chị ấy năm nay còn gánh thóc". Một còn xuân xanh, một đã qua thời tuổi trẻ. Một bên đông đảo vui vẻ, một bên lặng lẽ cô đơn... Mùa xuân ở trên là mùa xuân đang xanh, còn ở dưới là mùa xuân đã chín...
Ở câu gần cuối bài, Hàn Mặc Tử có ý nhấn mạnh chữ "còn". Trong khi bao cô thôn nữ đang hát hò vui vẻ thì chị ấy "còn" gánh thóc, từ năm này qua năm khác giữa cái nắng "chang chang" như vậy. Và từ hình ảnh chị ấy còn đang gánh thóc, mà thi sĩ ngậm ngùi cho bao cô thôn nữ ở trên...
Ngày mai trong đám xuân xanh ấy
Có kẻ theo chồng bỏ cuộc chơi.
Đó là quy luật ít ai cưỡng được. Thi sĩ biết vậy mà cứ tiếc thầm cho họ. Và biết đâu cũng như Xuân Diệu, Hàn Mặc Tử cũng tiếc cho cả tuổi xuân của mình....
- Trần Hà Nam:

"Ngày mai...theo chồng bỏ cuộc chơi". Câu thơ man mác cái buồn cố hữu của những nhà thơ thời đó. Cái tiếc rẻ cho duyên con gái một đi không trở lại...Những âm thanh trong bài thơ chuyển động, cọ xát nóng bỏng: "vắt vẻo", "hổn hển", "thầm thĩ". Các cung bậc mùa xuân lên bổng, xuống trầm tinh nghịch, khát khao, dịu nhẹ. Những gam cảm giác Hàn Mặc Tử đưa vào thơ rất mới lạ mà lại gần gũi, quen thuộc...
Tận cùng của cảm giác là một nỗi nhớ nao lòng. Xuân chín căng, mời mọc làm người đi xa chạnh niềm tha hương. Hình ảnh trong nỗi nhớ sáng rực, thân thiết:
Chị ấy năm nay còn gánh thóc
Dọc bờ sông trắng, nắng chang chang?
Nỗi nhớ như mùa xuân, cũng chín đỏ. Như tình người, tình quê ấm áp, đậm đà. Câu hỏi tưởng bâng quơ, sực nhớ kia chính là nỗi niềm mến thương từ lâu ủ kín, chợt mùa xuân làm thức dậy trìu mến, thiết tha....
- Báo Văn nghệ:

Sẽ là một thiếu sót nếu ta không nói thêm sự liên tưởng, sự mở rộng nhiều chiều của thời gian đồng hiện. Đang miêu tả bức tranh tươi như một nét cười, một nụ hôn đắm say thuần khiết, thì đột ngột cái man mác rình rập ở đâu đó hiện ra trong ý nghĩ đau đớn của nhà thơ: "Ngày mai trong...theo chồng, bỏ cuộc chơi". Cái mầm ly biệt hiện ra như một tiền định.
- Vương Thừa Việt:

Những từ "vắt vẻo", "hổn hển" được tác giả dùng thật tài tình. Vắt vẻo ở câu trên chỉ sự thơ ngây, hổn hển ở câu dưới nói lên sự hồi hộp, đợi chờ trong lồng ngực của những cô gái đang căng tròn sức sống. Làm cho ai đó đang ngồi dưới trúc cũng phải rộn ràng...
Và câu thơ "Dọc bờ sông trắng nắng chang chang" nên được xem là câu thơ thần tình nhất của Hàn Mặc Tử. Ta hay nói sông xanh, sông đỏ, đây nhà thơ nói sông trắng. Nắng đến trắng cả sông thì phải biết nắng gay gắt như thế nào. Các cặp vần trắng – nắng, chang – chang kết hợp với năm phụ âm "ng" đứng cuối mỗi từ làm cho câu thơ mang âm hưởng đầy cảm xúc...